# Nepenthes northiana
Nepenthes northiana Hook.f., 1881 è una pianta carnivora della famiglia Nepenthaceae, endemica di Sarawak (Borneo), dove cresce a 0–500 m.
L'epiteto specifico è un omaggio alla naturalista inglese Marianne North (1830–1890).

## Conservazione
La Lista rossa IUCN classifica Nepenthes northiana come specie vulnerabile.